# Anopheles kokhani
Anopheles kokhani är en tvåvingeart som beskrevs av Vythilingam, Jeffrey och Ralph E. Harbach 2007. Anopheles kokhani ingår i släktet Anopheles och familjen stickmyggor. Inga underarter finns listade i Catalogue of Life.